# Луис (окръг, Тенеси)
Вижте пояснителната страница за други значения на Луис.
Окръг Луис (на английски: Lewis County) е окръг в щата Тенеси, Съединени американски щати. Площта му е 730 km², а населението – 11 367 души (2000). Административен център е град Хохънуолд.